# هونگ‌سونگ
هونگ سونگ (به لاتین: Hongseong County) یک منطقهٔ مسکونی در کره جنوبی است که در استان چونگچانگ جنوبی واقع شده‌است. هونگ سونگ ۴۴۳٫۵ کیلومتر مربع مساحت و ۹۳٬۵۵۸ نفر جمعیت دارد.